# Genocídio em Bangladesh em 1971
O genocídio em Bangladesh começou em 26 de março de 1971 com o lançamento da Operação Holofote,  quando o Paquistão Ocidental iniciou uma ofensiva militar na ala oriental do país para reprimir os bengalis que exigiam autodeterminação.  Durante os nove meses de uma longa guerra pela independência de Bangladesh, membros das forças armadas paquistanesas e das milícias que as apoiavam assassinaram entre 300 mil e 3 000 000 pessoas e estupraram entre 200 000 a 400 000 mulheres de Bangladesh em uma campanha sistemática de estupro genocida. 
A guerra também testemunhou a violência sectária entre bengalis e biharis de língua urdu. Há um consenso acadêmico que os acontecimentos que ocorreram durante a guerra de libertação de Bangladesh constituíram um genocídio.